# 终极格斗王
《终极格斗王》（The Ultimate Fighter）是一个由终极格斗冠军赛（UFC）和朝圣媒体集团（Pilgrim Media Group）制作的美国真人秀系列节目和综合格斗比赛。该节目跟随拉斯维加斯的职业综合格斗选手，拍摄其训练和比赛，看他们最终能否与UFC签订合同。它于2005年1月17日首播，在Spike TV播出了十四季后，转到其他电视台播放。

## 历史
《终极格斗王》的首集在《WWE Raw》之后播出，获得了57%的观众留存率，是SpikeTV平常留存率的两倍。第一季决赛为福瑞斯特·格里芬对斯蒂芬·博纳尔，是有史以来第一场免费电视直播的MMA赛事。